# Euskaltel-Euskadi
Euskaltel-Euskadi (Kod UCI: EUS) – hiszpańska profesjonalna grupa kolarska istniejąca w latach 1994–2013. Była nieoficjalną reprezentacją Kraju Basków, założona i współfinansowana przez tamtejszy rząd. Generalnym menadżerem zespołu był Igor González de Galdeano.

## Historia zespołu
Zespół po raz pierwszy pojawił się w 1994 pod nazwą Euskadi-Petronor. Od 1998 obowiązywała nazwa Euskaltel-Euskadi. W 1999 zespół trafił do 2. dywizji. W 2001 trafił on do 1. dywizji. Od 2005 na stałe wszedł do elitarnego cyklu UCI ProTour, a następnie UCI World Tour. Pod koniec 2013, po wycofaniu funduszy przez rząd Kraju Basków i nieudanych próbach znalezienia nowego sponsora zespół został rozwiązany.

## Nazwa grupy w poszczególnych latach
| lata      | nazwa             |
| --------- | ----------------- |
| 1994      | Euskadi-Petronor  |
| 1995–1997 | Euskadi           |
| 1998–2013 | Euskaltel-Euskadi |

## Ostatni skład
Stan na 1 stycznia 2013
| Imię i nazwisko         | Data urodzenia | Narodowość | Drużyna w 2012 roku |
| Jon Aberasturi          | 28.03.1989     | Hiszpania  | Orbea               |
| Igor Antón              | 02.03.1983     | Hiszpania  | Euskaltel-Euskadi   |
| Mikel Astarloza         | 17.11.1979     | Hiszpania  | Euskaltel-Euskadi   |
| Jorge Azanza            | 16.06.1982     | Hiszpania  | Euskaltel-Euskadi   |
| Pello Bilbao            | 25.02.1990     | Hiszpania  | Euskaltel-Euskadi   |
| Garikoitz Bravo         | 31.07.1989     | Hiszpania  | Caja Rural          |
| Tarik Chaoufi           | 26.02.1986     | Maroko     | -                   |
| Ricardo Garcia Ambroa   | 26.02.1988     | Hiszpania  | Euskaltel-Euskadi   |
| Gorka Izagirre          | 07.10.1987     | Hiszpania  | Euskaltel-Euskadi   |
| Ion Izagirre            | 04.02.1989     | Hiszpania  | Euskaltel-Euskadi   |
| Jure Kocjan             | 18.10.1984     | Słowenia   | Team Novo Nordisk   |
| Mikel Landa             | 13.12.1989     | Hiszpania  | Euskaltel-Euskadi   |
| Juan José Lobato        | 29.12.1988     | Hiszpania  | Andalucía           |
| Egoi Martínez           | 15.05.1978     | Hiszpania  | Euskaltel-Euskadi   |
| Ricardo Mestre          | 11.09.1983     | Portugalia | Carmim-Prio         |
| Miguel Mínguez          | 30.08.1988     | Hiszpania  | Euskaltel-Euskadi   |
| Mikel Nieve             | 26.05.1984     | Hiszpania  | Euskaltel-Euskadi   |
| Juan José Oroz          | 11.07.1980     | Hiszpania  | Euskaltel-Euskadi   |
| Rubén Pérez             | 30.10.1981     | Hiszpania  | Euskaltel-Euskadi   |
| Steffen Radochla        | 19.10.1978     | Niemcy     | Team NSP-Ghost      |
| Adrián Sáez             | 17.03.1986     | Hiszpania  | Euskaltel-Euskadi   |
| Samuel Sánchez          | 05.02.1978     | Hiszpania  | Euskaltel-Euskadi   |
| André Schulze           | 21.11.1974     | Niemcy     | Team NetApp         |
| Aleksandr Sieriebriakow | 25.09.1987     | Rosja      | Team Novo Nordisk   |
| Romain Sicard           | 01.01.1988     | Francja    | Euskaltel-Euskadi   |
| Joanis Tamuridis        | 03.06.1980     | Grecja     | SP Tableware        |
| Pablo Urtasun           | 29.03.1980     | Hiszpania  | Euskaltel-Euskadi   |
| Gorka Verdugo           | 04.11.1978     | Hiszpania  | Euskaltel-Euskadi   |
| Robert Vrečer           | 08.10.1980     | Słowenia   | Team Vorarlberg     |

## Ważniejsze sukcesy

### 1996
- Mistrz Hiszpanii w jeździe indywidualnej na czas: Iñigo González de Heredia Aranzabal

### 1999
- 1. miejsce, 18. etap Vuelta a España: Roberto Laiseka Jaio

### 2000
- 1. miejsce, Prolog (ITT) Critérium du Dauphiné: Alberto Lopez de Munain Ruiz de Gauna
- 1. miejsce, 11. etap Vuelta a España: Roberto Laiseka Jaio

### 2001
- 1. miejsce, 4. etap Vuelta al País Vasco: Angel Castresana del Val
- 1. miejsce, 3. etap Critérium du Dauphiné: Unai Etxebarria Arana
- 1. miejsce, 6. etap Critérium du Dauphiné: Iban Mayo
- 1. miejsce, 14. etap Tour de France: Roberto Laiseka Jaio

### 2002
- 1. miejsce, 5. etap (część a i b) Vuelta al País Vasco: David Etxebarria Alkorta

### 2003
- 1. miejsce, 1. i 5. etap (część a i b) Vuelta al País Vasco: Iban Mayo
- 1. miejsce, Vuelta al País Vasco: Iban Mayo
- 1. miejsce, Prolog (ITT) i 4. etap Critérium du Dauphiné: Iban Mayo
- 1. miejsce, 8. etap Tour de France: Iban Mayo
- 1. miejsce, 4. etap Vuelta a España: Unai Etxebarria Arana

### 2004
- 1. miejsce, Prolog (ITT) i 4. etap Critérium du Dauphiné: Iban Mayo
- 1. miejsce, klasyfikacja generalna Critérium du Dauphiné: Iban Mayo

### 2005
- 1. miejsce, klasyfikacja generalna Critérium du Dauphiné: Íñigo Landaluze
- 1. miejsce, 9. etap Tour de Suisse: Aitor González
- 1. miejsce, klasyfikacja generalna Tour de Suisse: Aitor González
- 1. miejsce, klasyfikacja górska Tour de Suisse: Roberto Laiseka Jaio
- 1. miejsce, 11. etap Vuelta a España: Roberto Laiseka Jaio
- 1. miejsce, 13. etap Vuelta a España: Samuel Sánchez
- 10. miejsce, klasyfikacja generalna Vuelta a España: Samuel Sánchez

### 2006
- 1. miejsce, klasyfikacja punktowa Paryż-Nicea: Samuel Sánchez
- 1. miejsce, 2. i 3. Vuelta al País Vasco: Samuel Sánchez
- 1. miejsce, 6. etap Critérium du Dauphiné: Iban Mayo
- 1. miejsce, 13. etap Vuelta a España: Samuel Sánchez
- 1. miejsce, 16. etap Vuelta a España: Igor Antón
- 1. miejsce, Meisterschaft von Zürich: Samuel Sánchez
- 2. miejsce, La Flèche Wallonne: Samuel Sánchez
- 2. miejsce, Giro di Lombardia: Samuel Sánchez
- 7. miejsce, klasyfikacja generalna Vuelta a España: Samuel Sánchez
- 8. miejsce, klasyfikacja generalna Tour de France: Haimar Zubeldia

### 2007
- 1. miejsce, 7. etap Tirreno-Adriatico: Koldo Fernandez
- 1. miejsce, 6. etap (ITT) Vuelta al País Vasco: Samuel Sánchez
- 1. miejsce, klasyfikacja górska Vuelta al País Vasco: Aitor Hernández
- 1. miejsce, 7. etap Volta Ciclista a Catalunya: Samuel Sánchez
- 1. miejsce, 4. etap Tour de Romandie: Igor Antón
- 1. miejsce, 15., 19. i 20. (ITT) etap Vuelta a España: Samuel Sánchez
- 3. miejsce, klasyfikacja generalna Vuelta a España: Samuel Sánchez
- 3. miejsce, Giro di Lombardia: Samuel Sánchez
- 5. miejsce, klasyfikacja generalna Tour de France: Haimar Zubeldia
- 8. miejsce, klasyfikacja generalna Vuelta a España: Igor Antón
- 9. miejsce, klasyfikacja generalna Tour de France: Mikel Astarloza

### 2008
- Mistrz olimpijski w wyścigu ze startu wspólnego: Samuel Sánchez
- 1. miejsce, klasyfikacja górska Vuelta al País Vasco: Egoi Martínez
- 1. miejsce, klasyfikacja drużynowa Critérium du Dauphiné
- 1. miejsce, 2. etap Tour de Suisse: Igor Antón
- 3. miejsce, klasyfikacja generalna Tour de Suisse: Igor Antón
- 7. miejsce, klasyfikacja generalna Tour de France: Samuel Sánchez
- 9. miejsce, klasyfikacja generalna Vuelta a España: Egoi Martínez

### 2009
- 1. miejsce, klasyfikacja górska Tour Down Under: Andoni Lafuente
- 1. miejsce, klasyfikacja górska Tirreno-Adriatico: Egoi Martínez
- 1. miejsce, klasyfikacja punktowa Vuelta al País Vasco: Samuel Sánchez
- 1. miejsce, klasyfikacja sprinterska Vuelta al País Vasco: Egoi Martínez
- 1. miejsce, 16. etap Tour de France: Mikel Astarloza
- 2. miejsce, klasyfikacja generalna Vuelta al País Vasco: Samuel Sánchez
- 2. miejsce, klasyfikacja generalna Vuelta a España: Samuel Sánchez
- 2. miejsce, Giro di Lombardia: Samuel Sánchez

### 2010
- 1. miejsce, klasyfikacja sprinterska Volta Ciclista a Catalunya: Jonathan Castroviejo
- 1. miejsce, 4. etap Vuelta al País Vasco: Samuel Sánchez
- 1. miejsce, klasyfikacja punktowa Vuelta al País Vasco: Samuel Sánchez
- 1. miejsce, klasyfikacja górska Critérium du Dauphiné: Egoi Martínez
- 1. miejsce, klasyfikacja drużynowa Critérium du Dauphiné
- 1. miejsce, 4. i 11. etap Vuelta a España: Igor Antón
- 1. miejsce, 16. etap Vuelta a España: Mikel Nieve
- 2. miejsce, klasyfikacja generalna Vuelta al País Vasco: Beñat Intxausti
- 4. miejsce, klasyfikacja generalna Tour de France: Samuel Sánchez

### 2011
- 1. miejsce, klasyfikacja sprinterska Volta Ciclista a Catalunya: Rubén Pérez
- 1. miejsce, 4. etap Vuelta al País Vasco: Samuel Sánchez
- 1. miejsce, 14. etap Giro d’Italia: Igor Antón
- 1. miejsce, 15. etap Giro d’Italia: Mikel Nieve
- 1. miejsce, Prolog (ITT) Tour de Romandie: Jonathan Castroviejo
- 1. miejsce, 12. etap Tour de France: Samuel Sánchez
- 1. miejsce, klasyfikacja górska Tour de France: Samuel Sánchez
- 1. miejsce, 19. etap Vuelta a España: Igor Antón
- 1. miejsce, klasyfikacja górska Tour of Beijing: Igor Antón
- 3. miejsce, La Flèche Wallonne: Samuel Sánchez
- 6. miejsce, klasyfikacja generalna Tour de France: Samuel Sánchez
- 10. miejsce, klasyfikacja generalna Vuelta a España: Mikel Nieve